# 吉胡台
吉胡台（よしごだい）は、愛知県田原市の地名。現行行政地名は吉胡台1丁目から吉胡台3丁目。

## 地理
田原市の東部に位置し、吉胡町に囲まれている。

## 学区
市立小・中学校に通う場合、学区は以下の通りとなる。また、公立高等学校に通う場合の学区は以下の通りとなる。
| 番・番地等 | 小学校             | 中学校             | 高等学校 |
| ---------- | ------------------ | ------------------ | -------- |
| 全域       | 田原市立童浦小学校 | 田原市立田原中学校 | 三河学区 |

## 施設
- 吉胡台なかよし公園

2000年（平成12年）12月14日、豊橋渥美都市計画公園として追加された公園。
- 吉胡台集会所

## その他

### 日本郵便
- 郵便番号 : 441-3408[1]（集配局：田原郵便局[7]）。